# 高良結香
高良 結香（たから ゆか）は、沖縄県那覇市出身の女優、歌手。

## 演劇活動
幼時からバレエを習う。高校を卒業した後アメリカへ渡り、バージニア大学でダンスを専攻。
のち中退し、ニューヨークでダンスのレッスンを受け、2001年、ブロードウェイのミュージカル『Mamma Mia』（ブロードウェイ版オリジナルキャスト）に出演、女優としてデビュー。
以後『Flower Drum Song』（オリジナルキャスト。アンダースタディながら主役も演じた）、『Fantasticks』、『太平洋序曲』（宮本亜門演出、オリジナルキャスト）、再演された『コーラスライン』（コニー・ウォン役、オリジナルキャスト）、『RENT』（オリジナルキャストのアンソニー・ラップ、アダム・パスカルと共演）に出演。出演した『The Yellow Wood』での演技に対し、2007年のニューヨーク・ミュージカル・シアター・フェスティバルで「アウトスタンディング・インディビデュアル・パフォーマンス賞」を受賞している。
2012年にSHOW-ismⅣ『TATOO14』（小林香演出、Aurora役）で、日本の舞台作品に初出演を果たす。

## 音楽活動
日本では、地元の沖縄を中心に音楽活動を行っており、これまでにシングル1枚、アルバム3枚をリリースしている。
シングル
- 今なら素直になれるよ（2005年8月25日）
  - カップリング：今なら素直になれるよ（migime's mamamblance remix）

アルバム
- Goin' Home（2006年6月3日）
- free to fly（2008年2月14日）
- universal u（2010年9月1日）

## 映画
- ブロードウェイ♪ブロードウェイ　コーラスラインにかける夢(2008年)